# Faceo
Faceo est un groupe européen spécialiste du Facility Management des services destinés au fonctionnement des bâtiments professionnels (industriels, bureaux, agences) et à leurs occupants. Cette gestion globale des services généraux et immobiliers permet aux entreprises de se concentrer sur leur cœur d’activités.
Faceo fournit ses services sur plus de 2000 sites à travers l’Europe dans les pays suivants : France, Royaume-Uni, Allemagne, Benelux, Italie, Espagne, Suisse, Autriche et Hongrie. Ces sites sont de taille très variables : de 20 m2 à 365 000 m2, et de natures différentes : sites industriels, bureaux classiques, sièges sociaux, centres de recherche, réseaux d’agences, musées…
Faceo a été créée fin 2000 par le regroupement des activités FM de Thales et de Cegelec. En octobre 2007, Faceo fut acquis par les fonds gérés par Apax Partners (private equity) dans un schéma de capital-transmission. Le 29 avril 2010, la société Vinci annonçait qu'elle rachetait Faceo à Apax.

## Modèle d'entreprise
Le concept de Facility Management est né aux États-Unis dans les années 1980. Il consiste à externaliser les fonctions support de l’entreprise, hors corps de métier, vers des prestataires de services tiers spécialisés. Il est apparu en Europe via le Royaume-Uni, notamment par le biais des partenariats privés-publics.
Basée sur ce concept, Faceo prend en charge la gestion partielle ou totale des services généraux, qui couvrent à la fois des services liés la maintenance du bâtiment (fluides, chauffage, ventilation…), à la sécurité des sites (gardiennage, contrôle d’accès, incendie…) et au « confort » des occupants du bâtiment (réception, nettoyage, gestion documentaire…). Cette approche a pour but de dégager des économies d’exploitation, tout en améliorant les processus de l'entreprise par des techniques et méthodes adaptées à son activité.
Aujourd’hui, le marché européen du Facility Management se développe peu à peu grâce à la globalisation des acteurs, qui recherchent des solutions sur un périmètre élargi à plusieurs pays. Ainsi, Faceo s'est implantée largement en Europe pour répondre à cette demande en accompagnant les multinationales dans la gestion de leurs services sur plusieurs pays.

## Quelques références de Faceo
Faceo compte des clients issus de divers secteurs d’activité dont majoritairement les secteurs industriel, énergétique (utilités), télécom, bancaire, ainsi que le secteur public : Alcatel-Lucent, Alstom, ambassade du Royaume-Uni en France, ambassade de France en Allemagne, Anheuser-Busch InBev, Areva, BASE, Dupont de Nemours, EADS, France Telecom, General Electric, musée du Quai Branly à Paris, Nestlé Waters, Orange Business Services, PSA, Schneider Electric, Scottish Power, Siemens, Sigmakalon, Société générale, Telenet, Thales, Technicolor, Xerox…